# Eero Aarnio
Pour les articles homonymes, voir Aarnio.
Eero Aarnio, né le 21 juillet 1932 à Helsinki, est un designer finlandais. Eero Aarnio est l’une des grandes figures du design finlandais des années 1960. Il est célèbre pour avoir créé la Ball Chair (1963-1965). Bien qu'il soit dans le mouvement du Pop-Design, il refuse le concept de mobilier éphémère.

## Biographie

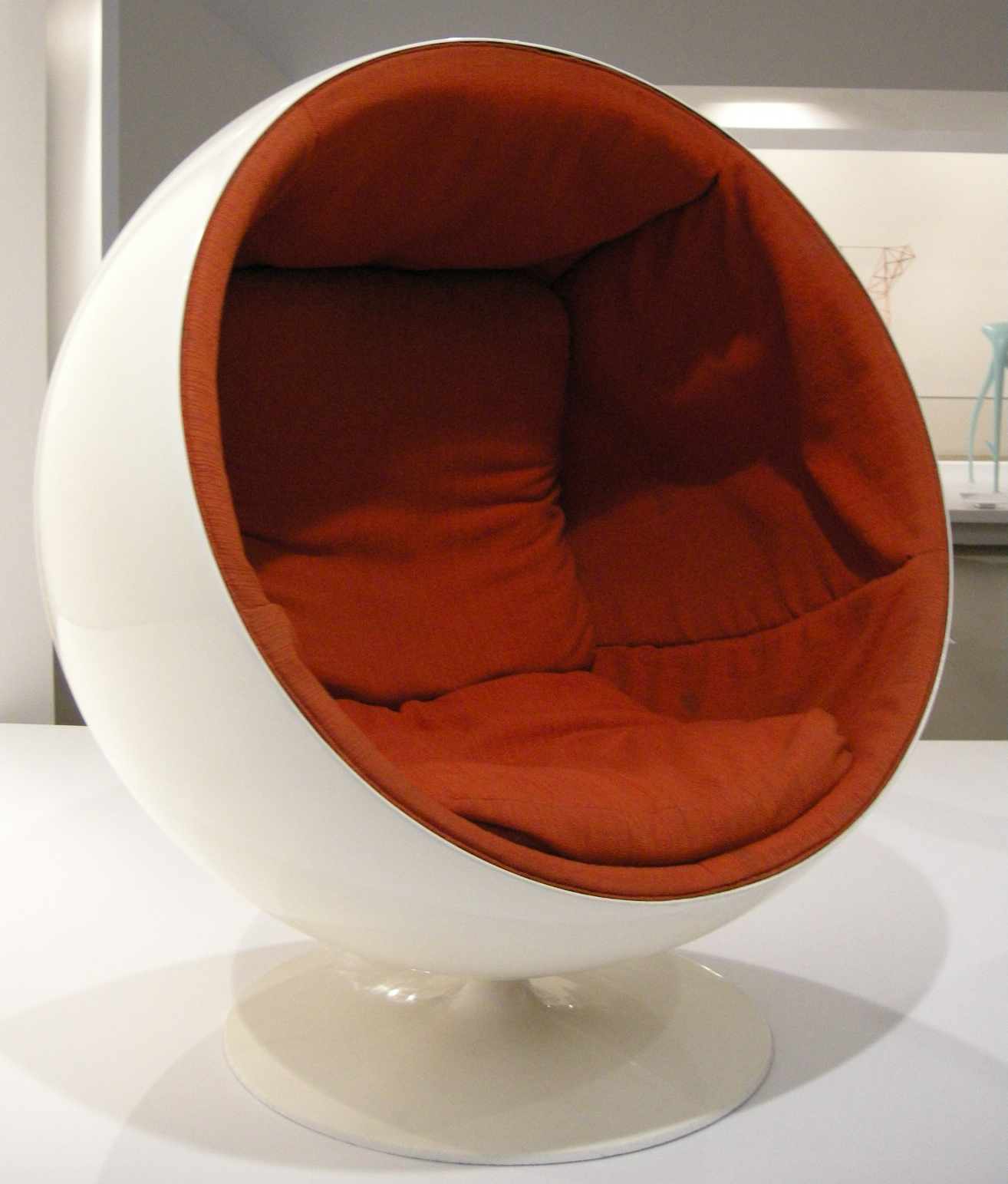
Ball Chair

Eero Aarnio fait ses études à l’école d’art et de design d’Helsinki (1954-1957). Il ouvre son agence de design en 1962, et se consacre depuis lors essentiellement à l’aménagement intérieur et au design industriel. Perpétuant la tradition initialement établit par les designers finlandais de la première moitié du XXe siècle, Aarnio a d’abord créé des meubles en matériaux naturels réalisés artisanalement  notamment le tabouret en osier Jattujakkare.
Mais convaincu que « le design signifie renouvellement constant, réévaluation et croissance », il s’intéresse à la fibre de verre, dont il pressent rapidement tout le potentiel. Ses meubles les plus célèbres de cette époque sont la chaise Ball ou Globe (1963), le siège à bascule Pastille (1967) qui lui vaut le prix de l’AID (American Industriel Design) en 1968, et le fauteuil suspendu en plexiglas Bulle (1968). Ces créations iconoclastes, sortes d’objets d’un âge spatial fantasmé, captent bien l’esprit  des années 1960. 
Pourtant, Aarnio n’adopte pas les principes de l’éphémère et du jetable chers à la culture pop. En 1973, il propose un siège ludique aux allures de jouet (quoiqu'aux dimensions d’adulte), le Pony, vendu aux États-Unis par Stendig sous le nom de Mustang. L'objet, un peu étrange, est en mousse de polyuréthane recouverte de tissu. Mais comme dit Aarnio, « une chaise est une chaise… mais un siège ne doit pas nécessairement être une chaise. Cela peut être n’importe quoi du moment que c’est ergonomiquement correct ». Le Pony peut aussi bien être disposé en biais que « chevauché » vers des contrées imaginaires au gré de la fantaisie de chacun. 
Dans les années 1980, Aarnio va mettre au point un prototype de chaise en contreplaqué et dans les années 1990, pour Adelta, ainsi que de sculpturales ferrures de porte en métal (1996) pour Valli & Valli. Il dit attendre avec optimisme le moment où « la démarche personnelle et la fabrication automatisée marcheront main dans la main de telle sorte que l’on parvienne à maîtriser complètement la production industrielle au point de pouvoir l’oublier ». Surtout connu pour ses meubles et ses aménagements intérieurs, Aarnio est également graphiste et photographe. En 2020 Aarnio lance sa boutique en ligne de fauteuils suspendus et de fauteuils bulles.

## Œuvres Majeures
- Ball Chair
- Bubble Chair
- Puppy
- Fauteuil Pastille (Pastil Chair)  1967
- Pony 1973
- Table Vis (Screw Table) 1992
- Table Parabole (Parabel Table) 1994
- Fauteuil Formula (Formula Chair) 1998
- Champignon (Mushroom) depuis 1960 en osier, puis prototype en fibre de verre, en production depuis 1998
- Tipi 2002
- Fauteuil Focus (Focus Chair) 2003

## Dans la culture populaire
La Ball Chair fait partie des objets cultes apparaissant dans la culture populaire, notamment dans la série Le Prisonnier,  les films Mars Attacks ! et Austin Powers. Dans le film Men in Black, c'est le fauteuil Ovalia Chair de Henrick Thor-Larsen qui est visible, lequel est peut-être inspiré de la Ball Chair mais qui n'est pas d'Eero Aarnio. En effet, il a une forme ovoïde, et non celle d'une sphère.